# Xã La Garde, Quận Mahnomen, Minnesota
Xã La Garde (tiếng Anh: La Garde Township) là một xã thuộc quận Mahnomen, tiểu bang Minnesota, Hoa Kỳ. Năm 2010, dân số của xã này là 162 người.